# Agner Ahm
Agner Ahm Helleberg Olesen (født 20. januar 1936 i Thisted, død 24. september 2016 på Rigshospitalet i København) var en dansk journalist, der var chefredaktør for Politiken fra 1971 til 1995.
Han blev i 1959 journalistelev på Aften-Posten i Thisted og kom i 1960 til Aalborg Stiftstidende, hvor han som tillidsmand og medlem af Dansk Journalistforbunds hovedbestyrelse
tog de faglige stridigheder med chefredaktør Alf Schiøttz-Christensen.
I august 1971 kom han til Politiken, hvor han var drivkraften i redningen af avisen, der var i økonomisk og oplagsmæssig krise, da han tiltrådte. Mere end 5.000 ledere nåede han at skrive, og han satte med sin kreative og strategiske tænkning et stort præg på avisen. Han er beskrevet det mest "krøllede hoved", der i nyere tid har siddet i dagbladets chefredaktion. Holdningssmæssigt stod han nær Socialdemokratiet, hvilket førte til diskussioner om hvorvidt avisen var for tæt på Svend Auken. Oftest tog han i sine ledere afsæt i hvad politiske beslutninger ville betyde for samfundets svageste.
Agner Ahm blev fyret som chefredaktør af Tøger Seidenfaden i 1995, hvorefter han blev chef for Politiken Weekly og fik plads i koncernledelsen. Samtidig fungerede han - ulønnet - som rådgiver for Socialdemokratiets folketingsgruppe.
Han døde på Rigshospitalet efter en periode med sygdom.